# Autoridad Nacional Palestina
La Autoridad Nacional Palestina (ANP) o Autoridad Palestina (AP) es una organización administrativa autónoma que gobierna transitoriamente desde 1994 en la Franja de Gaza (controlada de facto por Hamás desde 2007) y parte de Cisjordania. En enero de 2013 adoptó oficialmente el nombre de Estado de Palestina.
La ANP fue establecida en 1994, conforme a los Acuerdos de Oslo entre la Organización para la Liberación de Palestina (OLP) y el Gobierno de Israel, como una entidad transitoria durante un periodo de 5 años tras el cual tendrían lugar las negociaciones finales entre las dos partes. Con base en estos acuerdos, la Autoridad Palestina fue designada para controlar tanto la seguridad como la administración civil en las áreas urbanas palestinas (designadas como «Área A»), y solo control civil sobre las áreas rurales palestinas («Área B»). Los territorios restantes, incluidos los asentamientos israelíes, la región del valle del Jordán, y las conexiones por carretera entre comunidades palestinas, permanecen bajo control exclusivo israelí («Área C»). Jerusalén Este (la parte de Jerusalén controlada por Jordania desde 1948 hasta 1967), que es reivindicada como futura capital por la ANP, fue excluida de los acuerdos de Oslo hasta la fase final de las negociaciones, por lo cual los ministerios y órganos de gobierno de la Autoridad Palestina se situaron entre Gaza y la pequeña ciudad de Ramala, próxima a Jerusalén.
El 31 de octubre de 2011, fue elegida miembro número 195 de la Unesco, que admite a Palestina como miembro de pleno derecho. Posteriormente, el 29 de noviembre de 2012, la Asamblea General de la ONU pasó, a través de la Resolución 67/19 a considerar a Palestina como «Estado», frente a la anterior consideración de «entidad».

## Historia
En 1993, tras décadas de conflictos violentos entre palestinos e israelíes, los dirigentes de cada bando aceptaron la firma de un histórico acuerdo de paz. Yasir Arafat, dirigente de la Organización para la Liberación de Palestina, y el primer ministro israelí Isaac Rabin se reunieron en los Estados Unidos el 13 de septiembre de 1993, para firmar el acuerdo de paz para la región. El plan contemplaba la autonomía de los territorios ocupados por Israel, que debía iniciarse en la Franja de Gaza y Jericó. La administración palestina sobre parte de estas áreas comenzó en mayo de 1994.
Las elecciones celebradas en los territorios autónomos palestinos reafirmaron la dirección de Yasir Arafat y de la OLP, pero las actitudes intransigentes de extremistas judíos (asesinato del primer ministro israelí Isaac Rabin en noviembre de 1995) y del grupo palestino Hamás (que ha llevado a cabo atentados terroristas indiscriminados en las principales ciudades de Israel) han puesto varias veces en peligro todo lo acordado en ese primer tratado de paz global y todos los que le siguieron.[cita requerida]

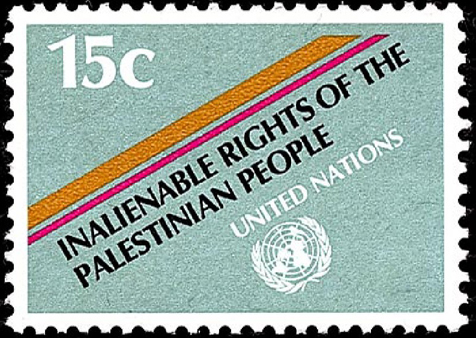
Sello postal de la Autoridad Nacional Palestina.

En ese contexto de avance hacia la plena pacificación de la región, a finales de octubre de 1999 (con cinco años de retraso) los territorios palestinos de Gaza y Cisjordania bajo control de la Autoridad Nacional Palestina (ANP) quedaron unidos a través de una carretera de 44 kilómetros de longitud que atraviesa territorio israelí desde el puesto de Erez (al norte de la Franja de Gaza) hasta la ciudad autónoma de Tarqumiyah (en Cisjordania). Su apertura supuso el fin de la incomunicación que habían sufrido durante años tres millones de palestinos de ambos sectores ocupados por Israel en 1967. Entre agosto y septiembre de 2005, en virtud del denominado Plan de Desconexión promovido por el gobierno de Ariel Sharón, Israel desmanteló los asentamientos de la Franja de Gaza y procedió a la retirada de todos sus efectivos militares; se ponía así fin a una situación que perduraba desde la guerra de los Seis Días. La Franja de Gaza pasó a depender de la ANP (aunque Israel conservó el control de las aguas jurisdiccionales, del espacio aéreo y de las fronteras).

## Estatus internacional
Desde su creación en 1994 la Autoridad Nacional Palestina ha tenido representación en las Naciones Unidas, representación que ya ostentaba la «Organización para la Liberación de Palestina» (OLP) desde 1974 –y desde 1988 con el nombre oficial de «Palestina»— dentro de las "Entidades y organizaciones intergubernamentales que han recibido invitación permanente para participar en calidad de observadores en los períodos de sesiones, y en los trabajos de la Asamblea General, manteniendo oficinas permanentes en la sede de las Naciones Unidas". El estatus de observador en las Naciones Unidas da derecho a voz pero no a voto.
La principal tarea que se le atribuye a la Autoridad Palestina es la de conseguir el reconocimiento internacional de un territorio perfectamente delimitado. Para obtener este objetivo, la Autoridad Palestina despliega (en primera prioridad) intensas actividades diplomáticas con aquellos países que considera sus aliados, además de otros países que simpatizan con su causa.

## Gobierno y política

### Poder ejecutivo
El presidente de la Autoridad Nacional Palestina es el cargo político de más alto rango (equivalente a jefe de Estado) en la Autoridad Nacional Palestina. El Presidente es elegido por medio de elecciones populares por un período de cuatro años. El Presidente designa al primer ministro, quien, por tanto, no es directamente elegido ni por el Parlamento ni por los electores palestinos. Desde 2007 por los conflictos políticos existe un primer ministro en Cisjordania y otro en el territorio de Gaza. Las últimas elecciones fueron en 2006. Mahmud Abás se comprometió varias veces entre 2006 y 2020 en llamar a elecciones pero no lo hizo. Después de 15 años de gobernar ininterrumpidamente sin elecciones democráticas, las primeras elecciones parlamentarias y presidenciales desde 2006 estaban previstas para mayo y julio de 2021, pero en abril de 2021 el presidente Mahmoud Abbas volvió a posponerlas, tanto las legislativas como las presidenciales. Hamás se pronunció en contra de la decisión de posponerlas y aseguró que el líder palestino utiliza la cuestión de Jerusalén como excusa para evitar unas elecciones que un Fatah dividido podría perder frente a Hamás.

### Poder legislativo

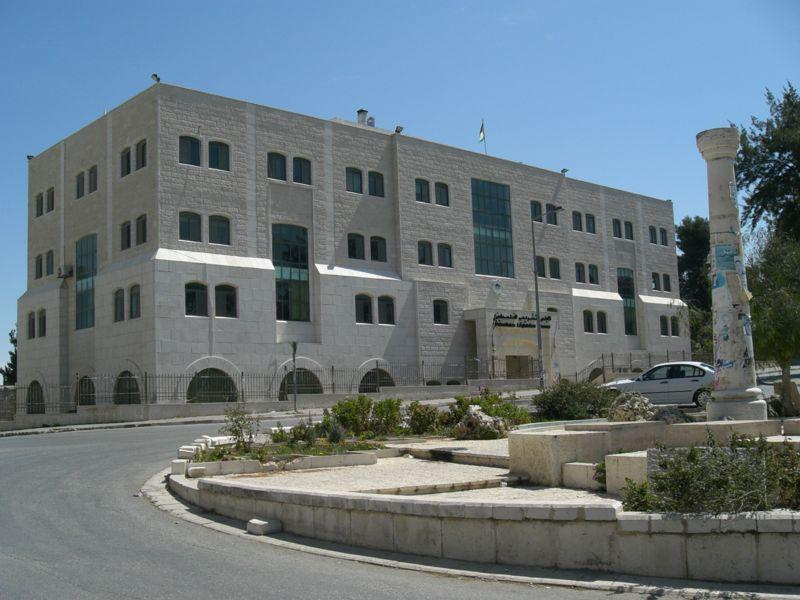
Edificio sede del Consejo Legislativo Palestino en 2007

El poder legislativo está representado por el Consejo Legislativo Palestino de 132 miembros. Sus 88 integrantes originales aumentaron a 132 por una ley aprobada en 2005. Su sede está en la Franja de Gaza.

### Partidos políticos palestinos
En las elecciones parlamentarias de 2006 se presentaron las siguientes listas, ordenadas de mayor a menor por cantidad de votos obtenidos:
- Cambio y renovación (lista oficial del movimiento Hamás).
- Movimiento Fatah
- Mártir Abu Ali Mustafa
- Alternativa
- Palestina Independiente
- Tercera vía
- Libertad y Justicia Social
- Libertad e Independencia
- Mártir Abu al Abbás
- Acuerdo Nacional para la Justicia y la Democracia
- Justicia Palestina
- Sistema Político-liberal

### Corte Penal Internacional
El 1 de abril de 2015, Palestina ingresó como miembro de la Corte Penal Internacional.

## Divisiones administrativas

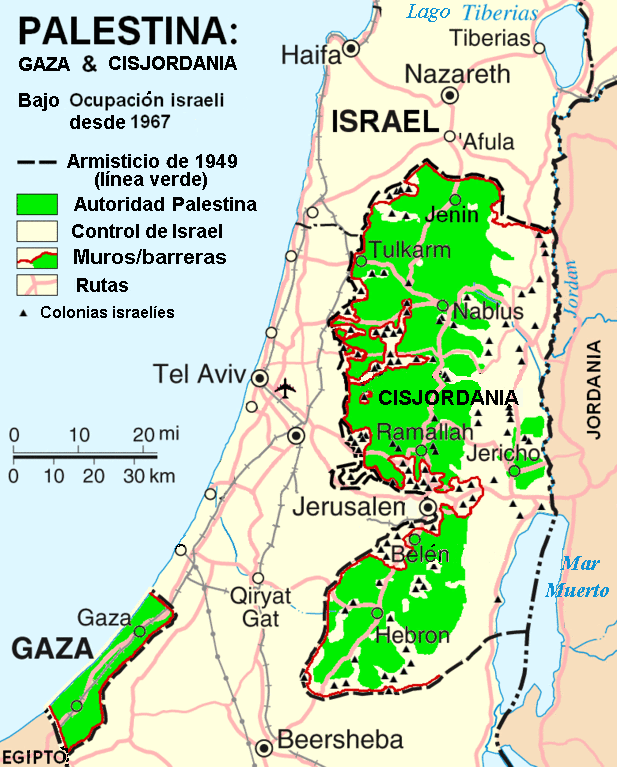
Áreas bajo el control de la ANP.

Después de la firma de los acuerdos de Oslo, la Franja de Gaza y Cisjordania fueron divididas en áreas (A, B y C) y en gobernaciones. Las Áreas A se refieren a territorios bajo control de la Autoridad Nacional Palestina; las B se refieren a territorios bajo control civil palestino y manejo de la seguridad a cargo de Israel; y las Áreas C que se tratan de territorios controlados totalmente por los israelíes.
La Autoridad Nacional Palestina divide los territorios palestinos en 16 gobernaciones, comprendidos entre el territorio de Cisjordania de 5.640 km² (sin incluir la parte palestina del mar Muerto de 220 km²) y la Franja de Gaza de 360 km².
| Nombre         | Población (2007) | Área (km²). |
| -------------- | ---------------- | ----------- |
| Cisjordania    | 2.517.047        | 5.640       |
| Franja de Gaza | 1.499.369        | 360         |
| Total          | 4.016.416        | 6.000       |

## Geografía

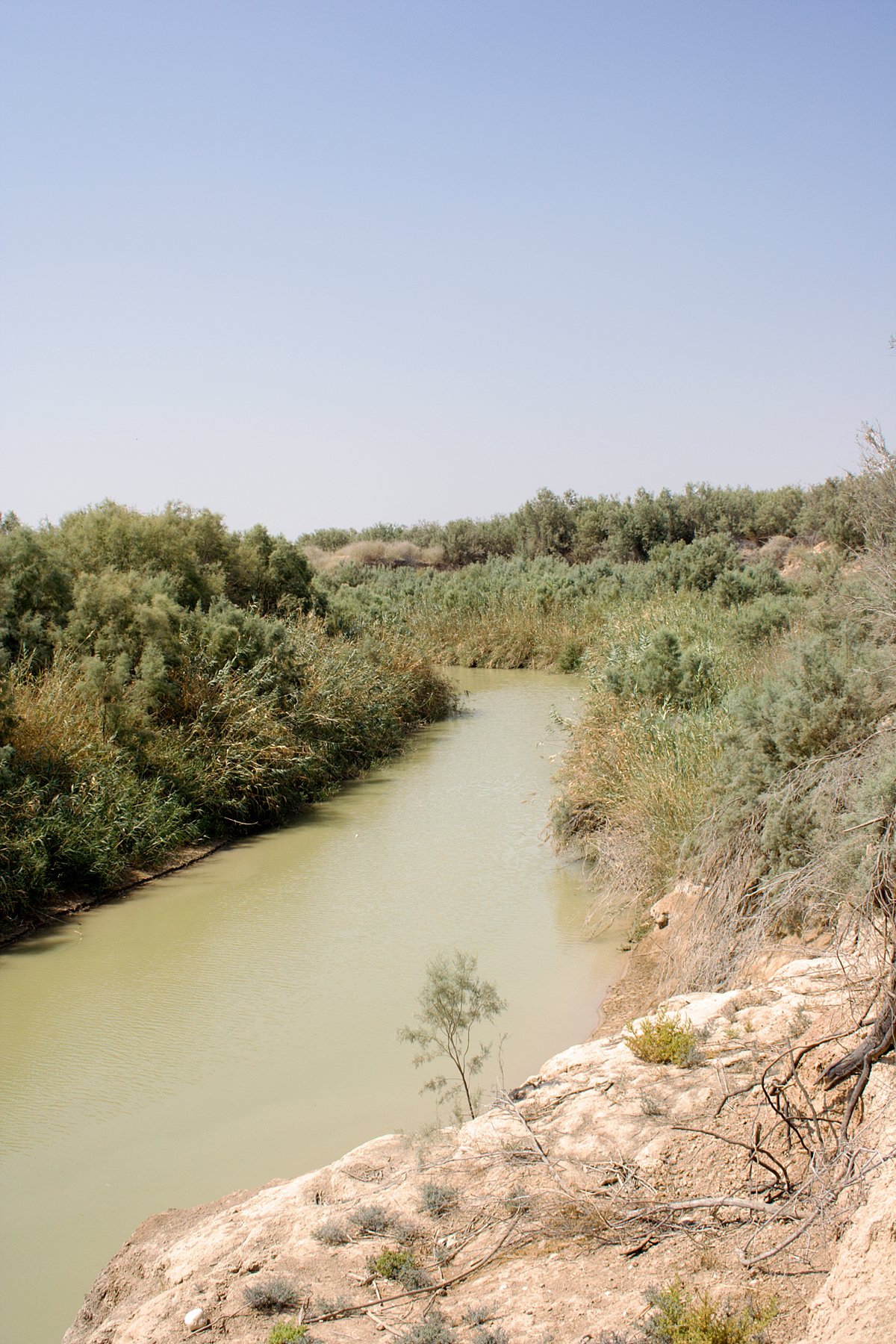
Vista del río Jordán.

Palestina, región histórica cuya extensión ha variado en gran medida desde la antigüedad, situada en la costa oriental del mar Mediterráneo, al suroeste de Asia, y actualmente dividida en su mayor parte entre Israel, Jordania (con anterioridad denominada Transjordania) y los territorios autónomos palestinos de Cisjordania y la franja de Gaza que son los controlados por la Autoridad Nacional Palestina.
La región tiene un terreno muy diverso que se divide generalmente en cuatro zonas paralelas. De oeste a este son: la llanura costera; las colinas y montañas de Galilea, Samaria y Judea; el valle del río Jordán, que separa Cisjordania y Transjordania, y la meseta oriental. En el extremo sur se halla el Néguev, un accidentado desierto. La altitud de las elevaciones oscila entre los 395 m bajo el nivel del mar en las costas del mar Muerto, el punto más bajo de la superficie terrestre, y los 1020 m de la cumbre del monte Hebrón. La región tiene varias zonas fértiles que constituyen su principal recurso natural. Las más notables de todas ellas son la llanura de Sharon, a lo largo del sector septentrional de la costa mediterránea, y la llanura de Esdrelón (o Yizreel), un valle situado al norte de las colinas de Samaria. Sin embargo, el abastecimiento de agua de la región no es abundante; casi todas las precipitaciones anuales se producen durante los meses invernales y son modestas. El río Jordán, el único cauce ininterrumpido de la región, fluye hacia el sur a través del lago Tiberíades (el único lago de agua dulce de la zona) hasta el mar Muerto, de gran salinidad.